# Living Next Door to Alice
"Living Next Door to Alice" is een nummer van de Australische band New World. Het nummer werd in 1972 uitgebracht, maar werd buiten hun thuisland nergens een hit. In 1976 bracht de Britse band Smokie een cover van het nummer uit. In 1995 werd door Peter Koelewijn een parodie op het nummer met de titel "Alice, Who the X Is Alice?" uitgebracht onder de artiestennaam Gompie. Deze versies waren allebei succesvol in de hitlijsten.

## Achtergrond
"Living Next Door to Alice" is geschreven door Nicky Chinn en Mike Chapman. Chapman was geïnspireerd om het nummer te schrijven nadat hij "Sylvia's Mother" van Dr. Hook & The Medicine Show hoorde. Het gaat over de liefde van een man die al 24 jaar verliefd is op zijn buurmeisje Alice, met wie hij samen opgroeide. Wanneer hij hoort dat zij gaat verhuizen, denkt hij terug aan de tijd die zij samen hebben doorgebracht. Hij heeft echter spijt dat hij haar nooit over zijn gevoelens naar haar heeft verteld. Hun gezamenlijke vriendin Sally vertelt de man dat zij juist op hem verliefd is, maar de man is nog steeds verliefd op Alice.
"Living Next Door to Alice" werd in 1972 voor het eerst opgenomen door New World. Zij hadden in de jaren ervoor al een aantal top 10-hits gehad op de Britse eilanden, maar deze single behaalde alleen in hun thuisland Australië de hitlijsten met een twintigste plaats als hoogste notering. In 1976 nam de Britse band Smokie een cover op van het nummer. Deze versie werd een groter succes. Het behaalde de vijfde plaats in de UK Singles Chart en de 25e plaats in de Amerikaanse Billboard Hot 100. Het werd een nummer 1-hit in Duitsland, Ierland, Noorwegen, Oostenrijk en Zwitserland, alsmede in de Nederlandse Top 40, de Nationale Hitparade en de voorloper van de Vlaamse Ultratop 50. In Australië, Nieuw-Zeeland, Zuid-Afrika en Zweden werd het een top 10-hit.

### Versie van Gompie
In het Nijmeegse café Gompie werd regelmatig "Living Next Door to Alice" in de versie van Smokie gedraaid. Op het moment dat de naam "Alice" had geklonken, was het gebruikelijk dat de diskjockey Onno Pelser het volume wegdraaide, waarop het hele café "Alice, who the fuck is Alice?" schreeuwde. Toen Rob Peters, directeur van de kleine platenmaatschappij RPC, op een avond toevallig in het café aanwezig was en dit aanschouwde, realiseerde hij zich dat hiermee een hit te behalen was. Hij benaderde zijn vriend Peter Koelewijn en een dag later was de plaat opgenomen. Als artiestennaam werd "Gompie" gekozen.
De single werd een grote hit in Europa. Zo werd in Nederland de eerste plaats behaald in zowel de Top 40 als in de Mega Top 50, en stond het ook in de Vlaamse Ultratop 50 op nummer 1. Ook in Duitsland, Noorwegen, Oostenrijk en Zwitserland werd het een top 10-hit. In het Verenigd Koninkrijk en de Verenigde Staten werd een gekuiste versie van het nummer uitgebracht onder de naam "Alice, Who the X Is Alice?", die in beide landen niet succesvol was; in het Verenigd Koninkrijk kwam het niet verder dan plaats 17. Smokie nam echter zelf een versie van "Who the Fuck Is Alice?" op, in samenwerking met komiek Chubby Brown, die met een derde plaats in hun thuisland meer succes had dan de gekuiste versie.
Rond dezelfde tijd in 1995 werd een Nederlandstalige versie van "Alice, Who the X Is Alice?" uitgebracht door de groep Cheers, eveneens met medewerking van Koelewijn en Peters, onder de titel "Alice, ik geef geen X om Alice" (ik geef geen ruk om Alice), waarin de hoofdpersoon juist blij is dat hij na tien jaar van zijn relatie met Alice af is. Deze versie bereikte plaats 25 in de Top 40 en plaats 24 in de Mega Top 50.

## Hitnoteringen

### Smokie

#### Nederlandse Top 40
| Hitnotering: 08-01-1977 t/m 26-03-1977 | Hitnotering: 08-01-1977 t/m 26-03-1977 | Hitnotering: 08-01-1977 t/m 26-03-1977 | Hitnotering: 08-01-1977 t/m 26-03-1977 | Hitnotering: 08-01-1977 t/m 26-03-1977 | Hitnotering: 08-01-1977 t/m 26-03-1977 | Hitnotering: 08-01-1977 t/m 26-03-1977 | Hitnotering: 08-01-1977 t/m 26-03-1977 | Hitnotering: 08-01-1977 t/m 26-03-1977 | Hitnotering: 08-01-1977 t/m 26-03-1977 | Hitnotering: 08-01-1977 t/m 26-03-1977 | Hitnotering: 08-01-1977 t/m 26-03-1977 | Hitnotering: 08-01-1977 t/m 26-03-1977 | Hitnotering: 08-01-1977 t/m 26-03-1977 |
| Week                                   | 1                                      | 2                                      | 3                                      | 4                                      | 5                                      | 6                                      | 7                                      | 8                                      | 9                                      | 10                                     | 11                                     | 12                                     |                                        |
| -------------------------------------- | -------------------------------------- | -------------------------------------- | -------------------------------------- | -------------------------------------- | -------------------------------------- | -------------------------------------- | -------------------------------------- | -------------------------------------- | -------------------------------------- | -------------------------------------- | -------------------------------------- | -------------------------------------- | -------------------------------------- |
| Positie                                | 19                                     | 6                                      | 5                                      | 2                                      | 1                                      | 1                                      | 1                                      | 2                                      | 7                                      | 10                                     | 27                                     | 40                                     | uit                                    |

#### Nationale Hitparade
| Hitnotering: 08-01-1977 t/m 12-03-1977 | Hitnotering: 08-01-1977 t/m 12-03-1977 | Hitnotering: 08-01-1977 t/m 12-03-1977 | Hitnotering: 08-01-1977 t/m 12-03-1977 | Hitnotering: 08-01-1977 t/m 12-03-1977 | Hitnotering: 08-01-1977 t/m 12-03-1977 | Hitnotering: 08-01-1977 t/m 12-03-1977 | Hitnotering: 08-01-1977 t/m 12-03-1977 | Hitnotering: 08-01-1977 t/m 12-03-1977 | Hitnotering: 08-01-1977 t/m 12-03-1977 | Hitnotering: 08-01-1977 t/m 12-03-1977 | Hitnotering: 08-01-1977 t/m 12-03-1977 |
| Week                                   | 1                                      | 2                                      | 3                                      | 4                                      | 5                                      | 6                                      | 7                                      | 8                                      | 9                                      | 10                                     |                                        |
| -------------------------------------- | -------------------------------------- | -------------------------------------- | -------------------------------------- | -------------------------------------- | -------------------------------------- | -------------------------------------- | -------------------------------------- | -------------------------------------- | -------------------------------------- | -------------------------------------- | -------------------------------------- |
| Positie                                | 18                                     | 7                                      | 4                                      | 2                                      | 2                                      | 1                                      | 1                                      | 4                                      | 7                                      | 16                                     | uit                                    |

#### NPO Radio 2 Top 2000
| Nummer met noteringen in de NPO Radio 2 Top 2000 | '99 | '00 | '01 | '02  | '03  | '04  | '05 | '06  | '07  | '08  | '09  | '10  | '11  | '12  | '13  | '14  |
| ------------------------------------------------ | --- | --- | --- | ---- | ---- | ---- | --- | ---- | ---- | ---- | ---- | ---- | ---- | ---- | ---- | ---- |
| Living Next Door to Alice                        | 642 | 878 | 898 | 1069 | 1087 | 1137 | 993 | 1031 | 1344 | 1114 | 1309 | 1406 | 1517 | 1898 | 1972 | 1995 |

1. ↑  Een vetgedrukt getal geeft de hoogste notering aan.
2. ↑  Deze tabel is bijgewerkt tot en met de laatste editie (2024).

### Gompie

#### Nederlandse Top 40
Alarmschijf
| Hitnotering: 04-03-1995 t/m 13-05-1995 | Hitnotering: 04-03-1995 t/m 13-05-1995 | Hitnotering: 04-03-1995 t/m 13-05-1995 | Hitnotering: 04-03-1995 t/m 13-05-1995 | Hitnotering: 04-03-1995 t/m 13-05-1995 | Hitnotering: 04-03-1995 t/m 13-05-1995 | Hitnotering: 04-03-1995 t/m 13-05-1995 | Hitnotering: 04-03-1995 t/m 13-05-1995 | Hitnotering: 04-03-1995 t/m 13-05-1995 | Hitnotering: 04-03-1995 t/m 13-05-1995 | Hitnotering: 04-03-1995 t/m 13-05-1995 | Hitnotering: 04-03-1995 t/m 13-05-1995 | Hitnotering: 04-03-1995 t/m 13-05-1995 |
| Week                                   | 1                                      | 2                                      | 3                                      | 4                                      | 5                                      | 6                                      | 7                                      | 8                                      | 9                                      | 10                                     | 11                                     |                                        |
| -------------------------------------- | -------------------------------------- | -------------------------------------- | -------------------------------------- | -------------------------------------- | -------------------------------------- | -------------------------------------- | -------------------------------------- | -------------------------------------- | -------------------------------------- | -------------------------------------- | -------------------------------------- | -------------------------------------- |
| Positie                                | 18                                     | 1                                      | 1                                      | 1                                      | 1                                      | 1                                      | 2                                      | 8                                      | 15                                     | 18                                     | 28                                     | uit                                    |

#### Mega Top 50
| Hitnotering: 16-06-1973 t/m 21-07-1973 | Hitnotering: 16-06-1973 t/m 21-07-1973 | Hitnotering: 16-06-1973 t/m 21-07-1973 | Hitnotering: 16-06-1973 t/m 21-07-1973 | Hitnotering: 16-06-1973 t/m 21-07-1973 | Hitnotering: 16-06-1973 t/m 21-07-1973 | Hitnotering: 16-06-1973 t/m 21-07-1973 | Hitnotering: 16-06-1973 t/m 21-07-1973 | Hitnotering: 16-06-1973 t/m 21-07-1973 | Hitnotering: 16-06-1973 t/m 21-07-1973 | Hitnotering: 16-06-1973 t/m 21-07-1973 | Hitnotering: 16-06-1973 t/m 21-07-1973 | Hitnotering: 16-06-1973 t/m 21-07-1973 | Hitnotering: 16-06-1973 t/m 21-07-1973 |
| Week                                   | 1                                      | 2                                      | 3                                      | 4                                      | 5                                      | 6                                      | 7                                      | 8                                      | 9                                      | 10                                     | 11                                     | 12                                     |                                        |
| -------------------------------------- | -------------------------------------- | -------------------------------------- | -------------------------------------- | -------------------------------------- | -------------------------------------- | -------------------------------------- | -------------------------------------- | -------------------------------------- | -------------------------------------- | -------------------------------------- | -------------------------------------- | -------------------------------------- | -------------------------------------- |
| Positie                                | 15                                     | 1                                      | 1                                      | 1                                      | 1                                      | 2                                      | 3                                      | 8                                      | 14                                     | 16                                     | 23                                     | 45                                     | uit                                    |

### Cheers

#### Nederlandse Top 40
| Hitnotering: 29-04-1995 t/m 20-05-1995 | Hitnotering: 29-04-1995 t/m 20-05-1995 | Hitnotering: 29-04-1995 t/m 20-05-1995 | Hitnotering: 29-04-1995 t/m 20-05-1995 | Hitnotering: 29-04-1995 t/m 20-05-1995 | Hitnotering: 29-04-1995 t/m 20-05-1995 |
| Week                                   | 1                                      | 2                                      | 3                                      | 4                                      |                                        |
| -------------------------------------- | -------------------------------------- | -------------------------------------- | -------------------------------------- | -------------------------------------- | -------------------------------------- |
| Positie                                | 28                                     | 25                                     | 25                                     | 29                                     | uit                                    |

#### Mega Top 50
| Hitnotering: 29-04-1995 t/m 20-05-1995 | Hitnotering: 29-04-1995 t/m 20-05-1995 | Hitnotering: 29-04-1995 t/m 20-05-1995 | Hitnotering: 29-04-1995 t/m 20-05-1995 | Hitnotering: 29-04-1995 t/m 20-05-1995 | Hitnotering: 29-04-1995 t/m 20-05-1995 |
| Week                                   | 1                                      | 2                                      | 3                                      | 4                                      |                                        |
| -------------------------------------- | -------------------------------------- | -------------------------------------- | -------------------------------------- | -------------------------------------- | -------------------------------------- |
| Positie                                | 38                                     | 29                                     | 24                                     | 33                                     | uit                                    |